# 946
| 946                |
| ------------------ |
| Dødsfald - Fødsler |
|                    |

| Gregoriansk kalender | 946 CMXLVI              |
| Ab urbe condita      | 1699                    |
| Armensk kalender     | 395 ԹՎ ՅՂԵ              |
| Kinesiske kalender   | 3642 – 3643 乙巳 – 丙午 |
| Etiopisk kalender    | 938 – 939               |
| Jødisk kalender      | 4706 – 4707             |
| Hindukalendere       |                         |
| - Vikram Samvat      | 1001 – 1002             |
| - Shaka Samvat       | 868 – 869               |
| - Kali Yuga          | 4047 – 4048             |
| Iransk kalender      | 324 – 325               |
| Islamisk kalender    | 334 – 335               |

Se også 946 (tal)

## Begivenheder
- Ærkebiskop Adaldag af Hamborg-Bremen udnævner Liafdag til biskop af kirken i Ribe, Hared til biskop af kirken i Slesvig og Reginbrand til biskop af kirken i Århus, som reaktion på at nogen har indsat engelske biskopper i Danmark. Denne nogen må være Gorm den Engelske, som har ønsket at Danmark fik sine egne biskopper. De danske-engelske biskopper må være Odinkar (Othingar) i Ribe, ?? i Slesvig by og ?? i Århus og det øvrige Danmark.